# Il re delle maschere
Il re delle maschere (Bian Lian) è un film del 1996 diretto da Wu Tian-ming.

## Riconoscimenti
- 1997 - International Istanbul Film Festival
  - Tulipano d'Oro